# Taxi (Zeitschrift)
Taxi (Eigenschreibweise TAXI) war eine bundesweite Fachzeitschrift für den Taxi- und Mietwagenunternehmer in Deutschland. Die Zeitschrift beinhaltete Themen zur Unternehmenspraxis, Recht, Nachrichten sowie Produktinformationen.

## Auflage und Reichweite
Taxi erschien 8× jährlich mit einer Druckauflage von zuletzt 36.525 Exemplaren.
Die tatsächlich verbreitete Auflage betrug im Jahresdurchschnitt 36.449 Exemplare.

## Leser
Zu den Lesern der Zeitschrift zählten hauptsächlich Taxi- und Mietwagenunternehmer in Deutschland.